# Марк Петроний Умбрин
Марк Петроний Умбрин (на латински: Marcus Petronius Umbrinus) e сенатор на Римската империя през 1 век.
От 76 до 78 г. е легат Augusti pro praetore на Ликия и Памфилия, служи 80 г. в Киликия. През септември и октомври 81 г. е суфектконсул. Автор е на Lex Petronia de servis.